# Eduardo Clavel Amión
Eduardo Jorge Clavel Amión (Santiago, 3 de mayo de 1910 - Santiago de Chile, 14 de septiembre de 1985) fue un político radical chileno. Fue hijo de Víctor Clavel y de María Amión. Casado con María Lavín Prado.

## Estudios y vida laboral
Realizó sus estudios en el Instituto Nacional. Se inició en el ámbito laboral trabajando como empleado en Banco Anglo Sud Americano. Ingresó a la Caja de Previsión Empleados Particulares en 1935, fue agente de la Caja en Rancagua y agente de la Sucursal en Antofagasta. En 1953 fue trasladado a las oficinas de Santiago, como jefe de la sección Fondos de Retiro; el mismo año fue nombrado segundo jefe de inspectores visitadores; y desde 1954 fue designado subgerente de Departamentos de Sucursales y gerente de la Caja de Empleados Particulares. En su estadía en Antofagasta, 1943-1953, fue consejero del Instituto de Fomento y Presidente de la Sociedad Periodística del Norte. 

## Actividades políticas
En el año 1935 ingresó al Partido Radical de Chile, hasta el año 1971. Fue Presidente Provincial de la Asamblea Radical de Antofagasta en 1950 y presidente del consejo provincial 1951. Presidente de la Asamblea Radical de Rancagua. En 1971 integró el Movimiento Radical Independiente y luego el llamado Partido Izquierda Radical, PIR. 

## Gestión parlamentaria
Fue elegido diputado, por la Segunda Agrupación Departamental de Tocopilla, El Loa, Antofagasta y Taltal, período 1957-1961; integró la Comisión Permanente de Gobierno Interior y la de Policía Interior y Reglamento. 
Reelegido diputado, por la misma Agrupación, período 1961-1965; integró la Comisión Permanente de Minería e Industrias y fue diputado reemplazante en la Comisión Permanente de Economía y Comercio. Miembro de la Comisión Especial del Salitre, 1961. 
Reelecto diputado, por la Agrupación antes mencionada, período 1965-1969; integró la Comisión Permanente de Economía y Comercio. Miembro de la Comisión Especial Elaboradora Plan de Desarrollo Ciudad de Iquique, 1965-1966; Especial Investigadora Problema Marina Mercante NacionaL, 1967; Especial Investigadora Zona Norte, 1967-1968; Especial Investigadora Empresas Industriales "El Melón" S.A., 1967. 
En 1969 fue reelecto diputado, por la misma agrupación departamental de Antofagasta, Tocopilla, El Loa y Taltal, para el período 1969-1973; integró la Comisión Permanente de Relaciones Exteriores. Comisión Especial Investigadora de Estudio de Intervenciones Parlamentarias en Concesión de Créditos del Banco del Estado, 1969-1970; y presidente de esta Comisión. 

## Historia electoral

### Elecciones parlamentarias de 1969
- Elecciones Parlamentarias de 1969 para la 2ª Agrupación Departamental, Antofagasta.[1]

| Candidato                       | Partido | Votos  | Resultado |
| ------------------------------- | ------- | ------ | --------- |
| Sergio de los Ríos Matthews     | PN      | 1.924  |           |
| Víctor Contreras Wallies        | PN      | 1.303  |           |
| Jorge Chacón Villarroel         | PN      | 281    |           |
| Elisa González vda. de Elizalde | PN      | 563    |           |
| Hugo Toro Martínez              | PN      | 631    |           |
| Enrique Cuadra Gazmuri          | PN      | 1.218  |           |
| José Granada Robles             | PN      | 430    |           |
| Hugo Robles Robles              | PC      | 8.727  | Diputado  |
| Osvaldo Tello Gómez             | PC      | 2.674  |           |
| Mario Riquelme Muñoz            | PC      | 3.858  | Diputado  |
| Alfredo Iriarte Iriarte         | PC      | 1.413  |           |
| Juan Álvarez Ávalos             | PC      | 1.449  |           |
| Lucy Casali Castillo            | PADENA  | 1.029  |           |
| Guillermo Bagioli Miquel        | PADENA  | 59     |           |
| Santiago Siglic Cuéllar         | PADENA  | 202    |           |
| Carlos Zúñiga Ibarra            | PADENA  | 56     |           |
| Julio Lizama Cercovic           | PADENA  | 41     |           |
| Zonia Chiang Valenzuela         | PADENA  | 284    |           |
| Juan S. Espinoza Cortés         | PADENA  | 54     |           |
| Francisco Martínez Checura      | USOPO   | 1.934  |           |
| Germán Sandoval Calderón        | USOPO   | 1.613  |           |
| Luis Villalobos Lemus           | USOPO   | 4.338  |           |
| Eduardo Clavel Amión            | PR      | 10.442 | Diputado  |
| Pedro Chulak Pizarro            | PR      | 1.574  |           |
| Carlos Sobarzo Rebolledo        | PR      | 678    |           |
| Luis Lagos Astorga              | PR      | 46     |           |
| Rubén Soto Gutiérrez            | PR      | 2.505  | Diputado  |
| Eduardo Delfín Corvera          | PR      | 1.948  |           |
| Rubén Piñones Carrizo           | PS      | 685    |           |
| Bruno Zamora Maravolí           | PS      | 262    |           |
| Domingo Claps Gallo             | PS      | 1.086  |           |
| José Flores Flores              | PS      | 163    |           |
| Jorge Soto López                | PS      | 300    |           |
| Alejandro Rodríguez Rodríguez   | PS      | 1.642  |           |
| Juan Argandoña Cortés           | PDC     | 4.706  | Diputado  |
| Ernesto Corvalán Sánchez        | PDC     | 2.573  |           |
| Floreal Recabarren Rojas        | PDC     | 6.339  | Diputado  |
| Pedro Araya Ortiz               | PDC     | 4.003  | Diputado  |
| Horacio Marull Perreta          | PDC     | 3.193  |           |
| Total de votos válidos          |         | 73.026 |           |

### Elecciones parlamentarias de 1973
| Candidato                                 | Partido                    | Votos   | %       | Resultado |
| ----------------------------------------- | -------------------------- | ------- | ------- | --------- |
| A. Confederación de la Democracia         |                            |         |         |           |
| Juan Floreal Recabarren                   | PDC                        | 8927    | 8,17 %  |           |
| Pedro Araya Ortiz                         | PDC                        | 9847    | 9,02 %  | Diputado  |
| Cesáreo Castillo Michea                   | PDC                        | 11 742  | 10,75 % | Diputado  |
| Arturo Alessandri Besa                    | PN                         | 14 671  | 13,43 % | Diputado  |
| Aníbal Rodríguez Correa                   | PN                         | 4507    | 4,13 %  |           |
| Carlos Carmona Álvarez                    | PADENA                     | 122     | 0,11 %  |           |
| Eduardo Clavel Amión                      | PIR                        | 2540    | 2,32 %  |           |
| Votos de Lista                            | CODE                       | 524     | 0,48 %  |           |
| B. Unidad Popular                         |                            |         |         |           |
| Rubén Soto Gutiérrez                      | PR                         | 8186    | 7,50 %  | Diputado  |
| Domingo Claps Gallo                       | PS                         | 13 691  | 12,54 % | Diputado  |
| Vilma Rojas Alfaro                        | PCCh                       | 11 636  | 10,66 % | Diputada  |
| Cosme Morgado                             | MAPU                       | 1349    | 1,23 %  |           |
| Alejandro Rodríguez Rodríguez             | PS                         | 7289    | 6,67 %  |           |
| Leonardo Jeffs Castro                     | IC                         | 212     | 0,19 %  |           |
| Hugo Robles Robles                        | PCCh                       | 12 060  | 11,04 % | Diputado  |
| Votos de Lista                            | UP                         | 543     | 0,50 %  |           |
| C. Unión Socialista Popular               |                            |         |         |           |
| Carlos Alfaro Olivares                    | USOPO                      | 480     | 0,44 %  |           |
| Osvaldo Carrasco Salfate                  | USOPO                      | 90      | 0,08 %  |           |
| Enrique Campdelacreu Barrios              | USOPO                      | 175     | 0,16 %  |           |
| Eulogio Moyano Moyano                     | USOPO                      | 407     | 0,37 %  |           |
| Óscar Eugenio Velasco Novoa               | USOPO                      | 130     | 0,12 %  |           |
| Votos de Lista                            | USOPO                      | 52      | 0,05 %  |           |
| Votos válidamente emitidos                | Votos válidamente emitidos | 109 180 | 98,67 % |           |
| Votos nulos                               | Votos nulos                | 1144    | 1,03 %  |           |
| Votos en blanco                           | Votos en blanco            | 320     | 0,29 %  |           |
| Total de votos emitidos                   | Total de votos emitidos    | 110 644 | 100 %   |           |
| Fuente: Dirección del Registro Electoral. |                            |         |         |           |